# Sabacon mitchelli
Sabacon mitchelli is een hooiwagen uit de familie Sabaconidae.